# John Coquillon
John Coquillon (1933 – 1987) foi um diretor de fotografia canadense.
Nascido em Montréal, Québec, Canadá, Coquillon começou na indústria de filmes britânica como um segundo assistente de câmera da Pinewood Studios na década de 1950 antes de se tornar um operador de câmera  em documentários posteriormente na década, filmando diversos movimentos da vida selvagem pela África.  Coquillon se mudou da África de volta para o Reino Unido no meio da década de 1960. Sua habilidade em trabalhar rapidamente e utilizar luz natural o trouxe para o conhecimento do escritor Alfred Shaughnessy, o qual recomendou Coquillon ao diretor Michael Reeves para Witchfinder General (1968), o primeiro de vários filmes de terror nos quais ele trabalhou como Diretor de Fotografia para a American International Pictures.
Em 1971, Coquillon começou uma relação de trabalho frutífera com Sam Peckinpah, primeiro servindo como Diretor de Fotografia para o controverso e aclamado Straw Dogs. Posteriormente, ele filmou os filmes de Peckinpah Pat Garrett and Billy the Kid (1973), Cruz de Ferro (1977), e The Osterman Weekend (1983).  Após Osterman, a maioria dos créditos restantes de Coquillon eram na televisão, incluindo o telefilme Ivanhoe (1982) e numerosas minisséries.
Outros filmes de Coquillon incluíram The Wilby Conspiracy (1975) e Clockwise (1986).  Ele ganhou o Genie Award de Melhor Diretor de Fotografia em 1980 for The Changeling.

## Ligações Externas
- John Coquillon. no IMDb.